# Kathedrale von Pozzuoli
Die Kathedrale von Pozzuoli ist die zentrale Kirche von Pozzuoli bei Neapel in der italienischen Region Kampanien. Die Kathedrale San Procolo Martire des gleichnamigen Bistums trägt den Titel einer Basilica minor. Die Kirche ist aus einem augusteischen Tempel hervorgegangen, wurde barockisiert und im 20. Jahrhundert nach einem Brand mit modernen Ergänzungen als Tempel-Kathedrale wieder instand gesetzt. Die Kathedrale ist ein italienisches Nationaldenkmal.

## Geschichte

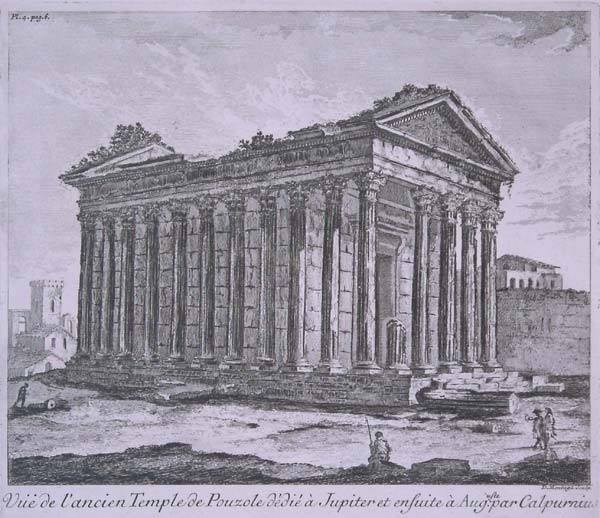
Augusteischer Tempel

Der Ort war wahrscheinlich Teil des Kapitols der Stadt aus der griechischen oder samnitischen Epoche, das in der republikanischen und augusteischen Epoche als Colonia Puteoli grundlegend umgebaut wurde. Der Augustustempel wurde im Auftrag des Lucius Calpurnius von dem Architekten Lucius Cocceius Auctus auf den Überresten eines früheren republikanischen Tempels aus dem Jahr 194 v. Chr. entworfen, der 78 v. Chr. von Sulla restauriert worden war. Der Augustustempel war ein pseudoperipteraler Tempel mit neun kannelierten korinthischen Säulen an jeder Längsseite und einer rechteckigen Cella aus weißen Marmorblöcken. Der gesamte Tempel wurde ohne die Verwendung von Mörtel gebaut. Ab dem 5. Jahrhundert als christliche Basilika genutzt, wird das Gebäude in Dokumenten aus der ersten Hälfte des 11. Jahrhunderts als Kathedrale von Pozzuoli erwähnt, die dem puteolanischen Märtyrer St. Proculus gewidmet ist, und behielt während des Mittelalters einen Großteil seiner augusteischen Struktur bei.

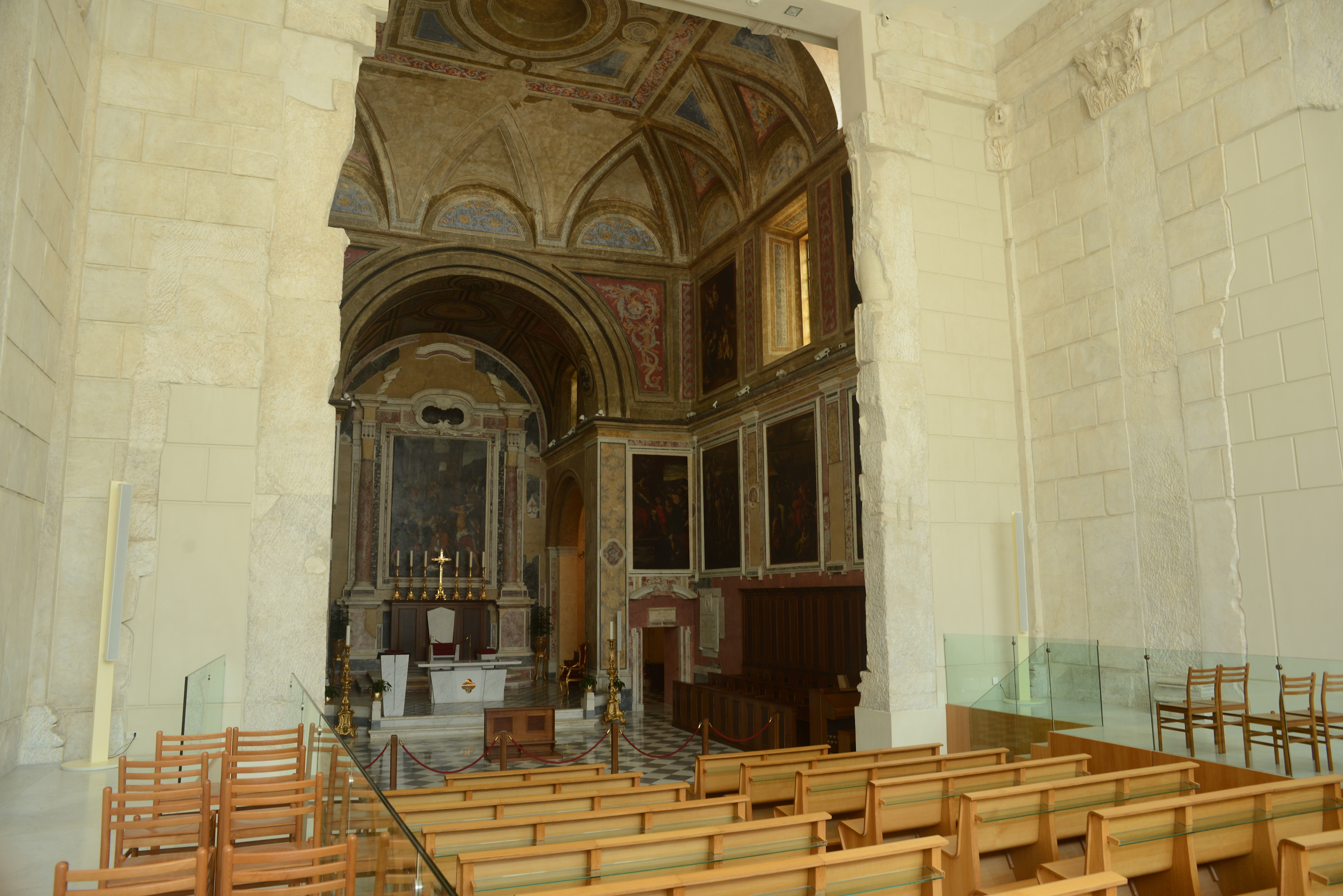
Übergang zum barocken Altarraum

Eine erste bedeutende Vergrößerung ist Ende des 13. Jahrhunderts belegt, als Seitenkapellen angebaut und die Marmorseitenwände geöffnet wurden. Im Jahr 1538 wurde die Kirche im Zuge der Monte-Nuovo-Eruption stark beschädigt, als beim letzten Ausbruch der Phlegräischen Felder der Monte Nuovo entstand. Bischof Gian Matteo Castaldo restaurierte die Kirche unter Einsatz des bischöflichen Vermögens.
Im 17. Jahrhundert wurde die Kathedrale im Barockstil erweitert und umgestaltet. In der ersten Phase, die 1633 nach einem Entwurf von Bartolomeo Picchiatti abgeschlossen wurde, wurde das Kirchenschiff mit acht Seitenkapellen vergrößert und die neue Fassade nach Abriss der römischen Säulen errichtet. Anstelle der bestehenden Decke wurde ein Tonnengewölbe mit Lünetten eingezogen und durch ein neues Satteldach geschützt. Nur drei Jahre später, während die Fresken an der Decke des neuen Chors von Giovanni Lanfranco gemalt wurden, wurde der zweite Bauabschnitt nach den Entwürfen von Cosimo Fanzago abgeschlossen. Nach dem Durchbrechen der Nordwand des Tempels wurde ein neuer Chor angefügt und mit einem Kapitelsaal verbunden, dessen Fresken alle Bischöfe von Pozzuoli bis 1732 darstellen. Berühmte neapolitanische Barockkünstler wie Lanfranco, Massimo Stanzione, Ribera und Andrea Vaccaro schufen wertvolle Fresken und harmonische Kombinationen aus polychromem Marmor, die der Kathedrale ihr erneuertes und homogenes barockes Aussehen verliehen.
Im Jahr 1817 wurde die aus dem 14. Jahrhundert stammende Kapelle Santissimo Corpo di Cristo (deutsch Allerheiligster Leib Christi) von Bischof Carlo Maria Rosini der Kathedrale angegliedert. Die Kathedrale  wurde durch ein königliches Dekret vom 21. November 1940 zum Nationaldenkmal erklärt und durch Papst Pius XII. am 25. November 1959 zur Basilica minor ernannt.

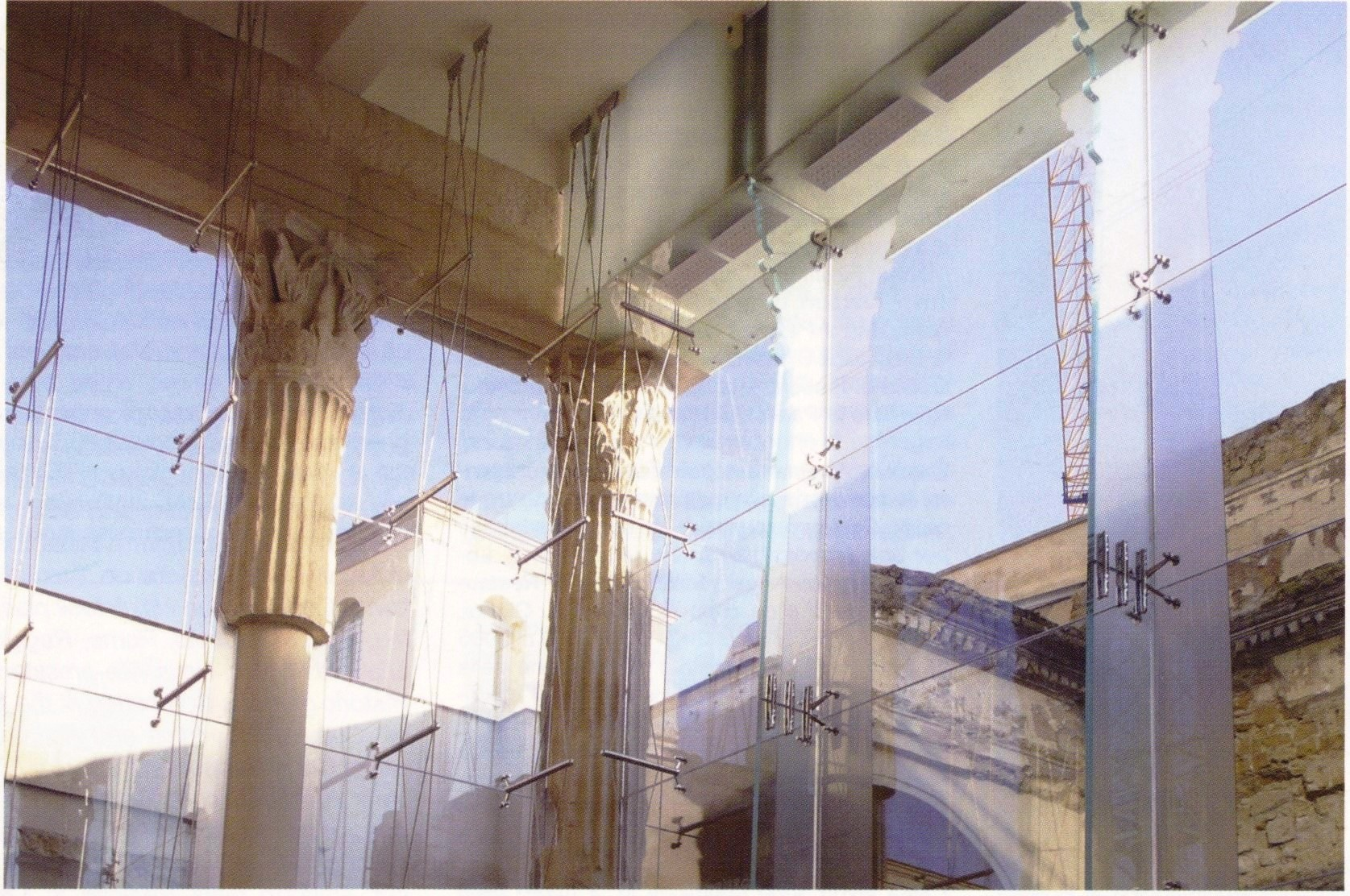
Verglasung der Tempelfront

Das Mittelschiff wurde in der Nacht vom 16. auf den 17. Mai 1964 durch einen Brand vollständig zerstört. Das Feuer brach in der Holzdecke über dem Gewölbe aus und griff die Steinwände und den römischen Marmor an. Teile der Ausstattung wie die Gemälde wurden gerettet. Der Glockenturm aus dem Jahr 1633 wurde 1968 abgerissen, nachdem drei der vier historischen Glocken entfernt worden waren, und ist bis heute nicht ersetzt worden. Das 1968 begonnene Projekt zur Restaurierung der Kirche wurde durch die Evakuierung der Region 1970 aufgrund von Bradyseismos, durch Schwierigkeiten bei der Finanzierung und später durch das Erdbeben vom 23. November 1980 erheblich verzögert. Der verstärkte Bradyseismos in den Jahren 1983–1984 führte dazu, dass das Denkmal 1992 vollständig aufgegeben wurde, was zu Vandalismus und Plünderungen führte. Erst 2003 schrieb die Region Kampanien einen internationalen Wettbewerb für die Restaurierung des Sakralbaus mit dem Sieger Marco Dezzi Bardeschi aus. 2014 konnte die Kathedrale nach 50 Jahren wieder eröffnet werden.

## Beschreibung

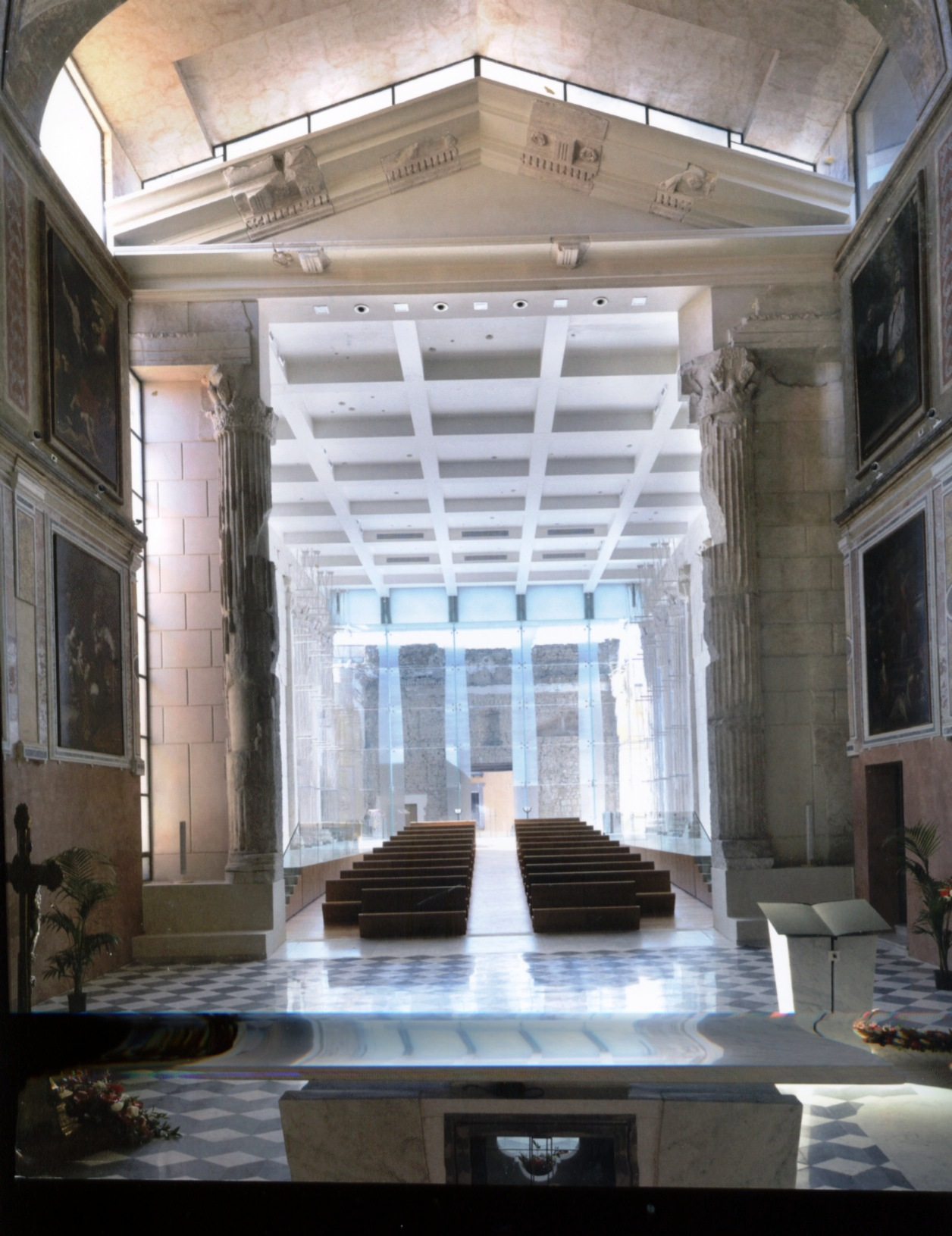
Langhaus

Der Eingang in die „Tempel-Kathedrale“ erfolgt durch die Überreste der Fassade und die ersten beiden Kapellen der barocken Kathedrale, die sich nun als unbedeckter Narthex vor der neuen Glasfassade präsentiert, in die die zerstörten Vordersäulen des Pronaos eingefügt sind. Der einschiffige Innenraum wird aus der antiken Cella und dem Pronaos gebildet, wobei die Lücken zwischen den Säulen an den Längsseiten mit Glas gefüllt sind. Der Boden des Tempels wurde auf sein ursprüngliches Niveau angehoben, so dass die Bänke des vom Stylobat abgehenden Bodens zum tiefer gelegenen Altarraum blicken. Im Altarraum wurde ein neuer, nach Westen ausgerichteter Altar mit einer Kathedra an der Stelle des alten Altars und einem neuen Ambo aus Marmor aufgestellt. Die Fresken im Chorraum wurden restauriert und die Gemälde wieder installiert. In der Decke rekonstruiert die Beleuchtung die Sternkonstellation bei der Ankunft des Apostels Paulus von Tarsus in Pozzuoli. Die alte Sakristei verbindet die Kirchenebene über eine Freitreppe zum darunter liegenden Archäologischen Museum mit den Überresten des Podiums des republikanischen Tempels.